# 奉化三俞
奉化三俞，指在中华民国（及后来的臺灣时期）和中国国民党历史上有卓著影响的三位俞姓政治人物。“三俞”即：俞飛鵬、俞濟時和俞國華，籍贯均为奉化縣（今浙江省宁波市奉化区）。

## 背景与异同
俞飞鹏和俞济时同宗，并为叔侄关系。俞国华与俞飞鹏、俞济时二人同姓不同宗。“三俞”籍贯均为奉化县（今浙江省宁波市奉化区），奉化亦为“两蒋”（蒋中正和蒋经国）的家乡和出生地，故“三俞”与“两蒋”为同乡。“三俞”辅佐“两蒋”前后共数十年，是蒋中正家族的臂膀、中华民国和中国国民党的大佬。因奉化多山，为丘陵地貌，又盛产芋头，故“奉化三俞”也戏称作“奉化山芋”。
“三俞”中的二二比较：
- 俞飞鹏和俞济时为军事院校出身，俞飞鹏毕业于北京军需学校，俞济时毕业于黄埔军校一期。
- 俞国华与俞飞鹏都曾在台湾中央银行担任要职，俞国华曾担任台湾中央银行总裁，俞飞鹏曾担任过副总裁。
- 俞飞鹏和俞济时最终军衔均为国军陆军二级上将。

## 俞国华
俞国华在“三俞”中年龄最小，但据传与“两蒋”关系最亲，为“两蒋”身边重臣。俞国华为蒋中正之“义侄”。1903年，蒋中正入读奉化县城之凤麓学堂，同学中即有俞国华之父俞镇臣（又名作屏）。蒋中正与俞镇臣交情颇深，后二人有与胡朝阳一道结拜为兄弟。后俞镇臣娶胡朝阳妹为妻，得子俞国华。
奉化县城之凤麓学堂毕业后，蒋中正与俞镇臣分道扬镳，但二人都曾赴日本留学，亦都加入同盟会。1925年，蒋中正于广东任东征军总指挥，奉孙中山之命讨伐陈炯明。俞镇臣即担任总司令部秘书，成为蒋中正心腹。随后，蒋中正调任俞镇臣任淡水县县长，俞不幸在任上因故辞世。蒋遂担当起抚养俞遗孤之责任。
俞镇臣之子俞国华于效实中学毕业后，曾写信于蒋中正，咨询如何选择大学。蒋建议清华大学、北京大学择其一。俞遂考取清华大学政治经济系。俞国华学习优异，后来又在美国哈佛大学和英国伦敦政治经济学院留学，在英美研习长达十一年之久，具有经济学金融的专长。俞国华曾担任時任中華民國總統兼中國國民黨總裁蒋中正之侍从秘书长达八年；在總統暨國民黨主席蒋经国任內，俞国华出任中華民國中央银行总裁、行政院院長，为台湾经济重臣，也是台湾经济起飞的功臣。俞国华有蒋家“两朝重臣”之名。

## 俞飞鹏

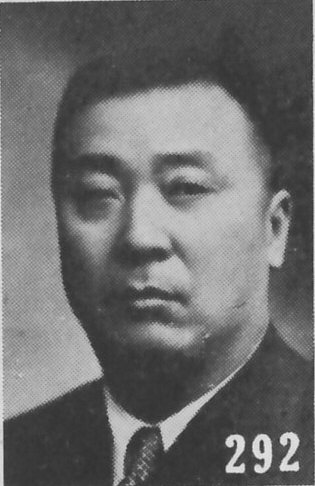
俞飞鹏

俞飞鹏为蒋中正同乡和嫡系亲信，有“文到部长、武到上将”之称，曾三度担任国民政府交通部部长，军阶又是中华民国陆军二级上将。1924年1月24日，孙中山特命蒋中正为中华民国陆军军官学校（即黄埔军校）筹备委员会委员长，蒋中正遂急电促俞飞鹏赴广东，出任校筹备委员会委员。
1949年赴台湾后，辞去政务军务而从商，曾先后担任任招商局（今阳明海运）董事长、中央银行副总裁等职。

## 俞济时
俞济时据传为蒋中正外甥。俞济时因崇拜军校，而俞飞鹏又为黄埔军校筹备委员会委员，遂赴广东报考黄埔军校，获得考取。俞飞鹏于黄埔军校第一期毕业。1925年，俞济时参加了蒋中正指挥的讨伐陈炯明叛变的战争，后又参与國民革命軍北伐。1949年后随蒋去台湾。
前民国杭州市市长、国军陆军少将俞济民是俞济时之兄。